# Súr Báhir

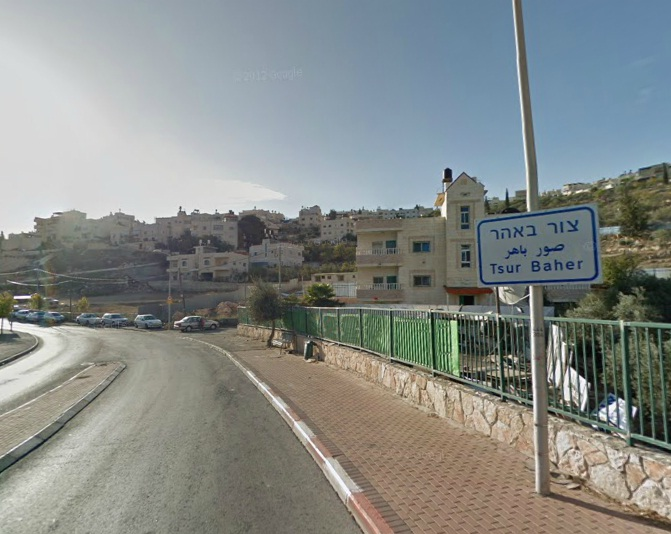
Pohled na Súr Báhir, 2012

Súr Báhir (arabsky صور باهر‎, hebrejsky צור באהר‎, Cur Bahir) je arabská městská čtvrť v jižní části Jeruzaléma v Izraeli, ležící ve Východním Jeruzalémě, tedy v části města, která byla okupována Izraelem v roce 1967 a začleněna do hranic města.

## Geografie
Leží v nadmořské výšce okolo 700 metrů, cca 4,5 kilometru jižně od Starého Města. Na východě s ní sousedí arabská čtvrť Umm Lísún, na jihu rovněž arabská Umm Túbá, která je považována za podčást Súr Báhir. Na západě je to administrativně samostatná židovská Ramat Rachel, na jihozápadě židovská Har Choma a na severu rovněž židovská čtvrť Talpijot Mizrach. Leží na hornatém hřbetu, který na severu a východu prudce spadá do údolí vádí Nachal Darga a rovněž na jihu klesá do četných hluboce zaříznutých údolí, která už jsou součástí aridní Judské pouště. Leží na dotyku se Zelenou linií, která do roku 1967 rozdělovala Jeruzalém.

## Dějiny

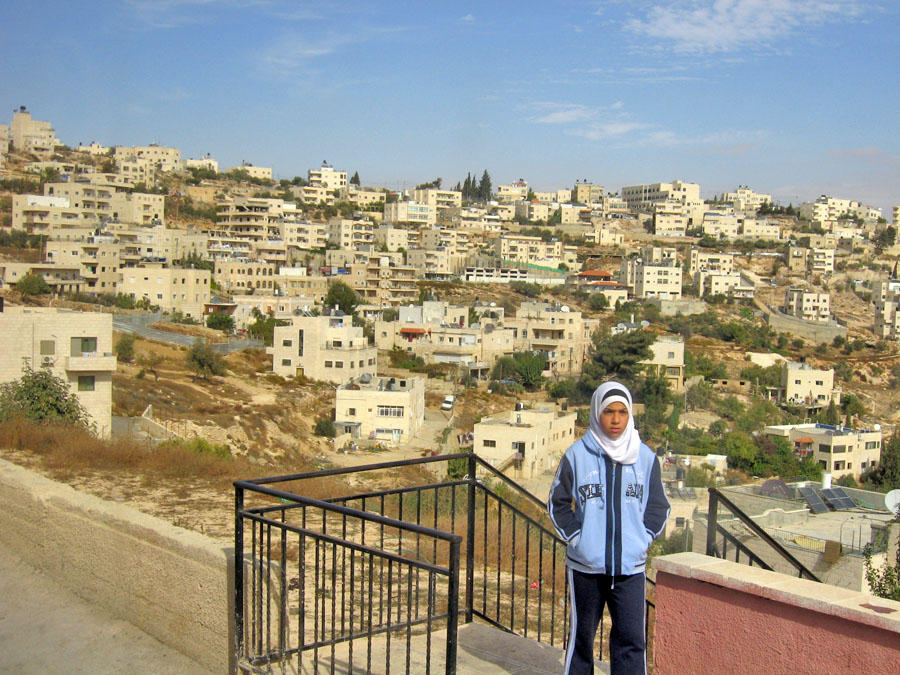
Súr Báhir v roce 2007

Původně šlo o ryze vesnické sídlo. Na konci první arabsko-izraelské války byla v rámci dohod o příměří z roku 1949 začleněna do území okupovaného Jordánskem. Do roku 1967 byla v obci umístěna jordánská vojenská pozorovatelna zvaná Bell Post. V roce 1967 byla okupována Izraelem a stala se městskou částí Jeruzaléma. Někteří obyvatelé se živí zemědělstvím, ale většina již za prací dojíždí do Jeruzaléma. Poblíž čtvrtě jsou dochované zbytky starověkého zavodňovacího systému z doby panování Heroda, který přiváděl vodu z takzvaných Šalamounových nádrží na Chrámovou horu.  K roku 2006 zde žilo 15 000 obyvatel.

### Rozvojové projekty
V roce 2000 schválila izraelská vláda a jeruzalémská radnice plán výstavby dvou nových středních škol a centra pro mládež. V září 2005 jeruzalémská radnice, ve spolupráci s izraelskou armádou, vyčistila zdejší jordánské minové pole. Tato práce, na níž se podílela izraelská společnost, byla dokončena v říjnu 2005. V květnu 2007 nechalo město na odminovaných plochách vybudovat dvě školy: dívčí školu, kterou navštěvuje 800 studentů, a chlapeckou školu Ibn Rušd, kterou navštěvuje 700 studentů.

## Demografie
V roce 1922 tu žilo 933 lidí, v roce 1945 už 2 450 (společná populace pro Súr Báhir a Umm Túbá). Plocha této městské části dosahuje 5 333 dunamů (5,333 kilometru čtverečního). V roce 2000 tu žilo 10 677 a v roce 2002 11 757 obyvatel.